# Sagynysh Kalimbetov
Sagynysh Kalimbetov (5 de septiembre de 1987) es un deportista kazajo que compitió en taekwondo. Ganó una medalla de bronce en el Campeonato Asiático de Taekwondo de 2006 en la categoría de +84 kg.

## Palmarés internacional
| Campeonato Asiático | Campeonato Asiático | Campeonato Asiático | Campeonato Asiático |
| Año                 | Lugar               | Medalla             | Categoría           |
| ------------------- | ------------------- | ------------------- | ------------------- |
| 2006                | Bangkok (Tailandia) | Medalla de bronce   | +84 kg              |